# Sanchita Kromodirjo
Sanchita Kromodirjo (Paramaribo, 30 dicembre 1989) è una modella surinamese, incoronata Miss Universo Suriname nel 2010. Si tratta del titolo che va alla seconda classificata a Miss Suriname, concorso che si è tenuto il 26 settembre 2010.
Mentre la vincitrice, Jo-ann Jie Foeng Sang gareggerà a Miss Mondo 2011, la Kromodirjo ha guadagnato il diritto di rappresentare il Suriname in occasione di Miss Universo 2011, che si terrà a São Paulo, in Brasile, il 12 settembre 2011. Il Suriname non partecipa a Miss Universo dal 1993.
Al momento della partecipazione a Miss Suriname, Sanchita Kromodirjo stava studiando amministrazione pubblica presso la Anton de Kom University del Suriname.